# Condé-sur-Huisne
Condé-sur-Huisne è un comune francese di 1 314 abitanti situato nel dipartimento dell'Orne nella regione della Normandia.

## Società

### Evoluzione demografica
Abitanti censiti